# VideoLAN
VideoLAN är ett projekt som utvecklar mjukvaror för video- och ljuduppspelning. Det grundades som ett universitetsprojekt 1996 i École Centrale Paris och ägs sedan 2009 av den ideella organisationen VideoLAN och har sitt säte i Frankrike under ledning av Jean-Baptiste Kempf.
Projektet är mestadels känt för att ha utvecklat VLC media player.